# Рамадеварая Аравіду
Рамадеварая (*1602 — 1632) — магараджахіраджа (цар царів) Віджаянагарської імперії у 1617—1632 роках.

## Життєпис
Син Шрі Ранги II. Невдовзі після сходження на трон останнього проти нього виступив Гоббурі Джаггарая, швагер (або тесть) колишнього магараджахіраджи Венкатапаті II, який повалив магараджахіраджу, захопивши того у полон разом з родиною. Рамадевараю разом з батьками та родичами було відправлено до фортеці Веллор. Джаггарая оголосив новим володарем імперії свого небожа Ченгараю.
Втім того ж року Ячамвійська Рамачаанайду Речерлавелама, наяка Венкатагірі допоміг втекти Рамадевараї з полону. Спроби звільнити Шрі Рангу II завершилися його вбивством разом з родиною. За цим почалася боротьба з Ченгараєю (фактично Гоббурі Джаггараєю). Останнього підтримали Муттувірапа, наяк Мадураю, Перія Рамабгадранауду, наяк Гінгі й Чери, раджа Тірунелвелі, а також португальці. Ячаманайду і Рамадеварая отримали підтримку північних та західних наяків й раджей, Раґунатха, наяк Тханджавура, Гунавіри Чінкайаріяна, магараджи Джафни, а також голландців. 1617 року у вирішальній битві біля Топпурі війська Рамадеварая здобули повну перемогу. Незабаром останнього було оголошено новим маграджахіраджею. До 1619 року продовжив спротив Єтхіраджа, брат Джаггараї.
Втім фактична влада належала Ячаманайду. 1620 року володіння імперії було атаковано біджапурським султаном Ібрагімом Аділ-шахом II, але того було відбито від Карнула. 1624 року нове вторгнення біджапурців завершилося поразкою армії Віджаянагару й втратою Карнула з навколишніми землями.
1629 року вступив у конфлікт з Ячаманайду, що виступив проти шлюбу магараджахіраджи з донькою Єтхіраджи. Останній набув при дворі чималого впливу. У відповідь війська Рамадевараї за підтримки Перія Рамабгадранауду, наяка Гінгі й Чери та Раґунатха, наяка Тханджавура, атакували Ячаманайду в його наякстві Калахасті, якому було завдано поразки. В результаті той передав до державного володіння області Пулікат, Ченгалпатту та Мадурантакам, а сам знайшов прихисток в князівстві Удайярпалаям.
Помер Рамадеварая 1632 року. Йому спадкував стриєчний брат Венкатапаті III.